# Kreon
Kreon var i grekisk mytologi make till Eurydike, bror till Iokaste och morbror till Oidipus, vilken han efterträdde som kung i Thebe.